# Nathan Gielis
Pour les articles homonymes, voir Nathan et Gielis.
Dereck Nathan Gielis, né le 17 juin 1987, est un judoka belge qui évolua d'abord dans la catégorie des moins de 90 kg (poids moyens), puis dans la catégorie des moins de 100 kg (mi-lourds).
Il a commencé le judo à 5 ans et est membre du club Poséidon-ryu à Woluwe-Saint-Lambert, Bruxelles.
Dans la vie professionnelle, il est sapeur-pompier.

## Palmarès
Nathan Gielis a été sept fois champion de Belgique senior et a été sélectionné plusieurs fois pour des tournois d'European Cup et de World Cup. Ses meilleurs résultats internationaux sont une médaille d'argent à la Super World Cup de Rotterdam en 2008 et une 1re place à l'European Cup de Londres en 2010.
| Chpt de Belgique | Chpt de Belgique | 2005 | 2006 | 2007 | 2008 | 2009 | 2010 | 2011 | 2012 | 2013 | 2014 | 2015 |
| ---------------- | ---------------- | ---- | ---- | ---- | ---- | ---- | ---- | ---- | ---- | ---- | ---- | ---- |
| poids moyens     | -90 kg           | 2e   | 3e   | 1er  | 1er  | 2e   | 3e   | 1er  |      |      |      |      |
| mi-lourds        | -100 kg          |      |      |      |      |      |      |      | 1er  | 1er  | 1er  | 1er  |